# Тёща (фильм, 2023)
«Тёща» — российский комедийный фильм режиссёра Аскара Узабаева. Главные роли в проекте исполняют Лариса Гузеева и Гарик Харламов. Сюжет повествует о двух враждующих членах семьи: тёще и зяте, которые в результате новогоднего чуда меняются телами.

## В ролях
| Актер                  | Роль                    |
| ---------------------- | ----------------------- |
| Лариса Гузеева         | Ольга Николаевна (тёща) |
| Гарик Харламов         | Виктор (зять)           |
| Настасья Самбурская    | Варя                    |
| Александр Лыков        | Роман Павлович          |
| Марк Богатырёв         | инвестор                |
| Никита Тарасов         | Егор                    |
| Анна Уколова           | Светка                  |
| Толепберген Байсакалов | Шабдан                  |
| Жаныл Асанбекова       | Магрипа                 |
| Ёла Санько             | экстрасенс              |
| Михаил Павлик          | полицейский             |
| Юрий Скулябин          | выпивший мужчина        |
| Михаил Тарабукин       | работник ГАИ            |
| Елена Бирюкова         | любовница Романа        |
| Галина Стаханова       | старушка                |
| Мария Столярова        | секретарь               |
| Анатолий Краснопивцев  | Семён Семенович         |
| Вадим Салахов          | курьер                  |
| Анна Асташкина         | акушерка                |
| Стас Михайлов          | играет самого себя      |

## Саундтрек
- Стас Михайлов — Всё для тебя
- Мурат Насыров — Я — это ты
- Андрей Губин — Зима-холода
- Hey Monro — Õmir
- Юрий Никулин feat. Георгий Вицин — Постой, паровоз
- Купание обезьяны в тёплой воде — Тёща
- Эдуард Артемьев — Три товарища № III
- Александр Зацепин — Драка (из кинофильма «Иван Васильевич меняет профессию»)
- Микаэл Таривердиев — Мелодия (из фильма «Ирония судьбы, или С лёгким паром!»)
- Оркестр Большого Театра СССР, Геннадий Рождественский — «Щелкунчик», сочинение 71, действие II, картина 3, №13, «Вальс цветов»
- Lucas Hart — Night Serenity
- Фридерик Шопен — Похоронный марш

## Премьера
Премьера фильма «Тёща» состоялась 30 ноября 2023 года в кинотеатре «Октябрь».
Телевизионная премьера фильма состоялась 8 марта 2024 года на телеканале «ТНТ».
Проект получил смешанные отзывы, однако стал относительно успешным в прокате.